# Maurolicus weitzmani
Maurolicus weitzmani är en fiskart som beskrevs av Nikolai V. Parin och Kobyliansky, 1993. Maurolicus weitzmani ingår i släktet Maurolicus och familjen pärlemorfiskar. Inga underarter finns listade i Catalogue of Life.